# Fissidentalium aegeum
Fissidentalium aegeum är en blötdjursart som först beskrevs av Watson 1879.  Fissidentalium aegeum ingår i släktet Fissidentalium och familjen Dentaliidae.
Artens utbredningsområde är Indiska oceanen. Inga underarter finns listade i Catalogue of Life.